# Kaplica św. Elżbiety w Miłomłynie
Kaplica świętej Elżbiety – rzymskokatolicki kościół filialny należący do parafii św. Bartłomieja w Miłomłynie. Należy do dekanatu Miłomłyn diecezji elbląskiej.
Kaplica została wybudowana w latach 1931-1932 dla 114 miłomłyńskich rodzin wyznania rzymskokatolickiego według projektu kolońskiego architekta Sonnen-Padernborna. Dzięki staraniom kolońskich katolików wnętrze świątyni zostało wyposażone w rzeźbiony ołtarz świętego Jerzego z XIII wieku, fisharmonię, witraże, ławki i piec do ogrzewania. Po II wojnie światowej, po 1945 roku wnętrze kaplicy było zdewastowane. Ksiądz proboszcz Józef Kowalewski dzięki pomocy parafian doprowadził świątynię do stanu sprzed II wojny światowej. W dniu 17 kwietnia 1999 roku ksiądz biskup Józef Wysocki poświęcił kaplicę.